# Llista d'especialitats 57 de la Nomenclatura de la UNESCO
Llista d'especialitats del camp 57 (Lingüística) de la Nomenclatura de la UNESCO:
| Disciplina                  | Codi    | Especialitat                                                                 |
| --------------------------- | ------- | ---------------------------------------------------------------------------- |
| 5701 Lingüística aplicada   | 5701.01 | Resums                                                                       |
| 5701 Lingüística aplicada   | 5701.02 | Documentació automatitzada                                                   |
| 5701 Lingüística aplicada   | 5701.03 | Bilingüisme                                                                  |
| 5701 Lingüística aplicada   | 5701.04 | Lingüística informatitzada (vegeu 1203)                                      |
| 5701 Lingüística aplicada   | 5701.05 | Llenguatges documentals                                                      |
| 5701 Lingüística aplicada   | 5701.06 | Documentació                                                                 |
| 5701 Lingüística aplicada   | 5701.07 | Llengua i literatura                                                         |
| 5701 Lingüística aplicada   | 5701.08 | Llenguatge infantil                                                          |
| 5701 Lingüística aplicada   | 5701.09 | Traducció automàtica                                                         |
| 5701 Lingüística aplicada   | 5701.10 | Patologies de la parla i correcció del llenguatge (vegeu 2201.08, i 6102.05) |
| 5701 Lingüística aplicada   | 5701.11 | Ensenyament de llengües                                                      |
| 5701 Lingüística aplicada   | 5701.12 | Traducció                                                                    |
| 5701 Lingüística aplicada   | 5701.99 | Altres (especifiqueu)                                                        |
| 5702 Lingüística diacrònica | 5702.01 | Lingüística històrica (vegeu 5505.10)                                        |
| 5702 Lingüística diacrònica | 5702.02 | Etimologia                                                                   |
| 5702 Lingüística diacrònica | 5702.99 | Altres (especifiqueu)                                                        |
| 5703 Geografia lingüística  |         |                                                                              |
| 5704 Teoria lingüística     |         |                                                                              |
| 5705 Lingüística sincrònica | 5705.01 | Lingüística comparada (vegeu 5505.10)                                        |
| 5705 Lingüística sincrònica | 5705.02 | Etnolingüística                                                              |
| 5705 Lingüística sincrònica | 5705.03 | Lexicografia                                                                 |
| 5705 Lingüística sincrònica | 5705.04 | Lexicologia                                                                  |
| 5705 Lingüística sincrònica | 5705.05 | Fonètica                                                                     |
| 5705 Lingüística sincrònica | 5705.06 | Fonologia (vegeu 2201.08, 2411.14 i 2411.15)                                 |
| 5705 Lingüística sincrònica | 5705.07 | Psicolingüística (vegeu 6104.04)                                             |
| 5705 Lingüística sincrònica | 5705.08 | Semàntica                                                                    |
| 5705 Lingüística sincrònica | 5705.09 | Semiologia                                                                   |
| 5705 Lingüística sincrònica | 5705.10 | Sociolingüística (vegeu 6308.02)                                             |
| 5705 Lingüística sincrònica | 5705.11 | Ortografia                                                                   |
| 5705 Lingüística sincrònica | 5705.12 | Estilística (estil i retòrica) (vegeu 6202.03 i 6202.05)                     |
| 5705 Lingüística sincrònica | 5705.13 | Sintaxi, anàlisi sintàctica                                                  |
| 5705 Lingüística sincrònica | 5705.99 | Altres (especifiqueu)                                                        |
| 5799 Altres (especifiqueu)  |         |                                                                              |